# Mortier Negrei calibrul 250 mm model 1916
Mortierul Negrei, calibrul 250 mm, model 1916 a fost o piesă de artilerie grea proiectată de către colonelul Gabriel Negrei în timpul Primului Război Mondial.
Acest mortier avea țeava dispusă pe un afet cu rol de tragere de pe sol, inclusiv cu rol de deplasare, iar pe latura opusă avea fixată o osie cu două roți. În partea din spate mortierul avea două roți mici metalice, cu rolul de a executa ochirea ușoară în direcție a piesei. Pentru ochirea în înălțime, mortierul dispunea de un volan cu cremalieră. Nu se știe câte asemenea mortiere au fost construite.